# Karin Swenander
Karin Charlotta Maria Swenander, född 21 november 1879 i Visby, död 25 november 1944 i Lund, var en svensk miniatyrmålare.
Hon var dotter till läroverksadjunkten Lars Kolmodin och Sigrid Wilhelmina Nathalia Maria Sundahl och från 1902 gift med Gustaf Swenander. Hon var representerad i utställningen Lundakonstnärer på Lunds universitets konstmuseum 1919 med ett 10-tal miniatyrmålningar utförda på elfenben. Karin Swenander är begravd på Norra kyrkogården i Lund.